# Havárie bombardéru B-36 v Britské Kolumbii (1950)
Havárie bombardéru B-36 v Britské Kolumbii se udála 14. února 1950 na severozápadě kanadské provincie Britská Kolumbie. Americký strategický bombardér Convair B-36B (sériové číslo 44-92075) prováděl 24hodinový let z Aljašky do Texasu, při kterém měl provést simulovaný jaderný útok na San Francisco. Ve špatném počasí se letoun potýkal s námrazou, což vedlo k požáru několika pohonných jednotek. V nouzové situaci posádka nad Tichým oceánem odhodila jadernou bombu Mark 4, která obsahovala cvičné jádro a v nastavené výšce konvenčně vybuchla. Poté letoun opustila na padácích. Pět ze sedmnácti mužů nebylo nikdy nalezeno. Vrak bombardéru byl nalezen až v roce 1953, neboť havaroval několik set kilometrů severně na hoře Kologet. Byla to historicky první ztráta jaderné zbraně a zároveň první z nejméně 32 známých incidentů označovaných v terminologii Ozbrojených sil Spojených států amerických Zlomený šíp. Celkem při nich došlo k potvrzené ztrátě šesti jaderných zbraní.

## Historie

### Letoun a posádka
Nehoda se stala strategickému bombardéru Conair B-36B-15-CF od 436. těžké bombardovací perutě (436th Bombardment Squadron, Heavy) 7. těžkého bombardovacího křídla (7th Bombardment Wing, Heavy) Velitelství strategického letectva (Strategic Air Command, SAC). Jeho velitelem byl kapitán Harold Leslie Barry. Na palubě bylo celkem sedmnáct mužů, kromě patnáctičlenné letové posádky dále velitel bombardéru (bomb commander) a zbrojíř (weaponeer) dohlížející na jadernou výzbroj. Letoun byl téměř nový. Dokončen byl 31. července 1949 v Air Force Plant 4 ve Fort Worth v Texasu. Celkem nalétal 185 hodin a 25 minut.

### Průběh nehody
Dne 13. února 1950 ve 16:27 zmíněný B-36B odstartoval z Eielsonova letecká základna poblíž Fairbanksu na Aljašce na 24hodinovou cvičnou misi. Jeho cílem byla Carswellova letecká základna poblíž Fort Worth v Texasu. Součástí mise byl simulovaný jaderný útok na San Francisco, které mělo představovat nepřátelské město srovnatelné velikosti. Bombardér při letu nesl jadernou bombu Mark 4, obsahující vysoce účinnou konvenční výbušninu (asi 2 495 kilogramy), ale kulové jádro z kompozitu plutonia a uranu bylo nahrazeno olověným cvičným jádrem o stejné hmotnosti. Bomba tedy nebyla schopna jaderného výbuchu. Pouze ji mohl v nastavené výšce zničit výbuch konvenční části.
Bombardér směřoval na jih podél tichomořského pobřeží. Během letu za špatného počasí se bombardér dostal do potíží způsobených vytvářením námrazy. Aby udržela výšku, musela posádka přidat výkon motorů. Po přibližně sedmi hodinách mise začaly tři z jeho šesti hvězdicových motorů Pratt & Whitney R-4360 ztrácet výkon kvůli námraze. Následně se všechny tři motory (č. 1–3) na levém křídle vznítily a musely být zastaveny. Bombardér začal rychle ztrácet výšku (více než 500 stop za minutu). Když se vznítil i prostřední motor na pravém křídle (č. 5), posádka byla nucena letoun opustit. Dle tehdejších postupů předtím musela odhodit svou bombu.
Před půlnocí se B-36 dostal na vodu v oblasti asi 55 mil severozápadně od městečka Bella Bella, nacházejícího se na ostrově Campbell na severním pobřeží Britské Kolumbie. Z výšky asi 9000 stop (2743 metrů) bombu odhodil, přičemž vybuchla ve výšce asi 1400 stop (427 metrů). Posádka výbuch pozorovala, zaznamenala i tlakovou vlnu. Následně posádka nastavila autopilota a nad ostrovem Princess Royal všech sedmnáct mužů vyskočilo na padácích. Letoun se jim brzy ztratil z dohledu.

### Záchranná operace
Královské kanadské letectvo po nehodě zahájilo záchrannou operaci Brix s cílem najít pohřešované letce. Pátrání komplikovalo špatné počasí. Většinu zachranila rybářská loď Cape Perry, tři muži se zachránili v gumovém člunu. Celkem nehodu přežilo dvanáct členů posádky. Pět jich nebylo nikdy nalezeno. V chladném moři mohli přežít jen krátce. Nejprve se předpokládalo, že bombardér spadl do moře, ale pátrání bylo neúspěšné.

### Nalezení vraku
Až 20. srpna 1953 kanadské letectvo, při pátrání po letadle de Havilland Dove pohřešovaného texaského milionáře Ellise A. Halla, nalezlo trosky bombardéru B-36B na špatně přístupném úbočí hory Kologet. Letoun tedy bez posádky odletěl dalších asi 220 mil na sever. Zdálo se, že letadlo s autopilotem udělalo smyčku nad oceánem a stočilo se do vnitrozemí. Dle jedné teorie na palubě zůstal druhý pilot, ale to se nikdy nepotvrdilo.
Americké letectvo se snažilo dostat na místo nehody. V září 1953 neuspěla devatenáctidenní výprava. Podařilo se to až v srpnu 1954 jedné skupině v doprovodu místního průvodce. Po vyzvednutí citlivého vybavení z vraku byly dostupné části bombardéru zničeny výbušninami. Americká i kanadská armáda v dalších letech držely místo havárie v tajnosti. V roce 1956 narazili na vrak dva civilní zeměměřiči, ale informaci nezveřejnili. Veřejnosti proto nebyla přesná poloha lokality známa dalších čtyřicet let. Až roku 1997 jeden z těchto zeměměřičů poskytl souřadnice dvěma expedičním týmům, americkému a kanadskému, které měly za úkol provést analýzu životního prostředí v místě dopadu bombardéru. Členové těchto týmů místo navštívili jako první lidé od roku 1956. Expedice nezaznamenaly nárůst radioaktivity, a proto byl na místo umožněn přístup veřejnosti. Místo začalo být navštěvováno. Mnohé nalezené artefakty získala muzea. Koncem roku 1998 kanadská vláda prohlásila místo za chráněné.